# Марганець (автостанція)
Автостанція «Марганець» — головна автостанція міста Марганець. Автостанція входить до складу ПАТ «Дніпропетровське обласне підприємство автобусних станцій».

## Основні напрямки
Місцевого формування
- Марганець — Дніпро
- Марганець — Нікополь
- Марганець — Кирилівка
- Марганець — Зоря (Нікопольський район)

Транзитні
- Кривий Ріг — Запоріжжя
- Кривий Ріг — Маріуполь
- Кривий Ріг — Бахмут
- Кривий Ріг — Кирилівка
- Запоріжжя — Миколаїв
- Запоріжжя — Нікополь
- Запоріжжя-2 — Покров